# U-333
| U-333                      | U-333                                                          | U-333                                                          |
| -------------------------- | -------------------------------------------------------------- | -------------------------------------------------------------- |
|                            |                                                                |                                                                |
|                            |                                                                |                                                                |
|                            |                                                                |                                                                |
| Під прапором               | Третій рейх                                                    | Третій рейх                                                    |
| Спуск на воду              | 14 червня 1941 року                                            | 14 червня 1941 року                                            |
| Виведений зі складу флоту  | 31 липня 1944 року                                             | 31 липня 1944 року                                             |
| Сучасний статус            | затоплений                                                     | затоплений                                                     |
| Проєкт                     |                                                                |                                                                |
| Тип ПЧ                     | Торпедний ДПЧ                                                  | Торпедний ДПЧ                                                  |
| Основні характеристики     |                                                                |                                                                |
| Швидкість (надводна)       | 17,7 вузлів                                                    | 17,7 вузлів                                                    |
| Швидкість (підводна)       | 7,6 вузлів                                                     | 7,6 вузлів                                                     |
| Робоча глибина занурення   | 100 м                                                          | 100 м                                                          |
| Гранична глибина занурення | 220 м                                                          | 220 м                                                          |
| Екіпаж                     | 44 осіб                                                        | 44 осіб                                                        |
| Розміри                    |                                                                |                                                                |
| Довжина найбільша (по КВЛ) | 67,1 м                                                         | 67,1 м                                                         |
| Ширина корпусу найб.       | 6,2 м                                                          | 6,2 м                                                          |
| Висота                     | 9,6 м                                                          | 9,6 м                                                          |
| Середня осадка (по КВЛ)    | 4,70 м                                                         | 4,70 м                                                         |
| Водотоннажність надводна   | 769 т                                                          | 769 т                                                          |
| Озброєння                  |                                                                |                                                                |
| Артилерія                  | одна палубна гармата калібру 88-мм, одна 20-мм зенітна гармата | одна палубна гармата калібру 88-мм, одна 20-мм зенітна гармата |
| Торпедно- мінне озброєння  | 4 носових і один кормовий ТА. 14 торпед або 26 мін             | 4 носових і один кормовий ТА. 14 торпед або 26 мін             |

U-333 — німецький підводний човен типу VIIC часів Другої світової війни.
Замовлення на будівництво човна було віддане 23 вересня 1939 року. Човен був закладений на верфі суднобудівної компанії «Nordseewerke» у місті Емден 11 березня 1940 року під заводським номером 205, спущений на воду 14 червня 1941 року, 25 серпня 1941 року увійшов до складу 5-ї флотилії. Також за час служби входив до складу 3-ї флотилії.
Човен зробив 12 бойових походів, в яких потопив 7 (загальна водотоннажність 32 107 брт) та пошкодив 1 судно і 1 військовий корабель.
31 липня 1944 року потоплений у Північній Атлантиці, західніше архіпелагу Сіллі (49°39′ пн. ш. 07°28′ зх. д. / 49.650° пн. ш. 7.467° зх. д.) глибинними бомбами британських кораблів «Старлінг» та «Лох Кілін». Всі 45 членів екіпажу загинули.

## Командири
- Капітан-лейтенант Петер-Еріх Кремер (25 серпня 1941 — 6 жовтня 1942)
- Лейтенант-цур-зее Гельмут Кандціор (6-9 жовтня 1942)
- Капітан-лейтенант Лоренц Каш (9 жовтня — 22 листопада 1942)
- Оберлейтенант-цур-зее Вернер Швафф (22 листопада 1942 — 17 травня 1943)
- Корветтен-капітан Петер-Еріх Кремер (18 травня 1943 — 19 липня 1944)
- Капітан-лейтенант Ганс Фідлер (20-31 липня 1944)

## Потоплені та пошкоджені кораблі[3]
| Назва                | Тип                | Належність      | Дата            | Тоннаж (БРТ) | Вантаж                                                        | Статус      | Місце                                                       |
| Vassilios A. Polemis | суховантажне судно | Греція          | 22 січня 1942   | 3 429        | Баласт                                                        | потоплено   | 42°32′ пн. ш. 52°38′ зх. д. / 42.533° пн. ш. 52.633° зх. д. |
| Ringstad             | суховантажне судно | Норвегія        | 24 січня 1942   | 4 765        | 2 598 т фарфорової глини                                      | потоплено   | 45°50′ пн. ш. 51°04′ зх. д. / 45.833° пн. ш. 51.067° зх. д. |
| Spreewald            | суховантажне судно | Німеччина       | 31 січня 1942   | 5 083        | 3 365 т каучуку, 230 т олова та 20 т вольфраму та хініну      | потоплено   | 45°12′ пн. ш. 24°50′ зх. д. / 45.200° пн. ш. 24.833° зх. д. |
| Java Arrow           | танкер             | США             | 6 травня 1942   | 8 327        | Водяний баласт та 1300 бочок мастила                          | пошкоджено  | 27°35′ пн. ш. 80°08′ зх. д. / 27.583° пн. ш. 80.133° зх. д. |
| Amazone              | суховантажне судно | Нідерланди      | 6 травня 1942   | 1 294        | 926 т генеральних вантажів, переважно кави, сизалю та мастила | потоплено   | 27°21′ пн. ш. 8°04′ зх. д. / 27.350° пн. ш. 8.067° зх. д.   |
| Hasley               | танкер             | США             | 6 травня 1942   | 7 088        | 40 000 барелів нафти та 40 000 барелів мазуту                 | потоплено   | 27°14′ пн. ш. 80°03′ зх. д. / 27.233° пн. ш. 80.050° зх. д. |
| Clan Skene           | суховантажне судно | Велика Британія | 10 травня 1942  | 5 214        | 2 006 т хромової руди                                         | потоплено   | 31°43′ пн. ш. 70°43′ зх. д. / 31.717° пн. ш. 70.717° зх. д. |
| «Крокус»             | корвет             | Велика Британія | 6 жовтня 1942   | 925          |                                                               | пошкоджений | 07°52′ пн. ш. 14°09′ зх. д. / 7.867° пн. ш. 14.150° зх. д.  |
| Carras               | суховантажне судно | Греція          | 19 березня 1943 | 5 234        | Пшениця                                                       | потоплено   | 54°05′ пн. ш. 24°19′ зх. д. / 54.083° пн. ш. 24.317° зх. д. |